# Герб комуни Буден
Герб комуни Буден (швед. Boden kommunvapen) — символ шведської адміністративно-територіальної одиниці місцевого самоврядування комуни Буден.

## Історія
Герб розроблено ще 1919 року для гарнізонного містечка Буден.  Перереєстрований після адміністративно-територіальної реформи за комуною 1974 року.

## Опис (блазон)
У срібному полі червона міська стіна з брамою із зачиненими воротами.

## Зміст
Міська стіна з брамою означає фортецю та містечко, яке виросло біля неї.